# Linje 991
Linje 991 er en havnebuslinje i København, der sejler mellem Orientkaj Station og Teglholmen. Linjen er en del af Movias busnet. Havnebuslinjen er udliceret til Arriva, der driver den fra sit garageanlæg på Refshaleøen.

## Historie
Havnebuslinjen var tidligere linje 901. Den nuværende linje blev oprettet den 23. oktober 2011.

## Fakta
- Stoppesteder
  - Orientkaj St. - Refshaleøen - Nordre Toldbod - Operaen - Nyhavn - Knippelsbro - Det Kongelige Bibliotek - Bryggebroen - Islands Brygge Syd - Enghave Brygge - Teglholmen[4]